# Olmo Omerzu
Olmo Omerzu, slovenski filmski režiser in scenarist, * 24. november 1984, Ljubljana.
Omerzu je študij filmske režije končal na fakulteti FAMU v Pragi, kjer je diplomiral s svojim prvim celovečercem Mlada noč. Film je bil leta 2012 prikazan na Berlinalu in uvrščen na Filmski festival v Los Angelesu. Njegov drugi celovečerec Družinski film iz leta 2015 je bil na prireditvi čeških filmskih kritikov v Pragi razglašen za najboljši film leta, izbran je bil tudi za najboljši umetniški prispevek na Mednarodnem filmskem festivalu v Tokiu in prejel vesno za najboljši scenarij na 19. festivalu slovenskega filma.

## Filmografija
- Atlas ptic (2021)
- Zimske muhe (2018)
- Družinski film (2015)
- Mlada noč (2012)
- Drugo dejanje (2008, kratki film)
- Láska (2006, kratki film)
- Masky (2005, kratki film)